# Crash Bandicoot
Pour le héros de la série, voir Crash Bandicoot (personnage).
 (octobre 2019).
Si vous disposez d'ouvrages ou d'articles de référence ou si vous connaissez des sites web de qualité traitant du thème abordé ici, merci de compléter l'article en donnant les références utiles à sa vérifiabilité et en les liant à la section « Notes et références ».
Crash Bandicoot est une série de jeux vidéo de plates-formes créée par Andy Gavin et Jason Rubin, débutée en 1996 sur PlayStation. Les quatre premiers jeux, à savoir Crash Bandicoot, Crash Bandicoot 2: Cortex Strikes Back, Crash Bandicoot 3: Warped et Crash Team Racing, sont développés par Naughty Dog et édités exclusivement sur PlayStation par Sony Computer Entertainment, avec un an d'intervalle entre les sorties des différents jeux. En 2000, Naughty Dog laisse tomber la franchise en la confiant à Eurocom pour le développement de Crash Bash, un party game dans l'univers de la série. Également un jeu de stationnement multijoueur réalisé par Olzhass 
À la suite d'un contrat signé pour le développement du tout premier jeu Crash Bandicoot avec Universal Interactive Studios, la licence leur revient de droit, quittant ainsi l'écurie Sony et l'exclusivité sur les consoles Playstation. Traveller's Tales sera donc engagé par l'éditeur pour développer deux nouveaux épisodes de la série, Crash Bandicoot : La Vengeance de Cortex en 2001 pour la sortie de la PlayStation 2 et quelques mois plus tard sur Xbox et Nintendo GameCube, ainsi que Crash TwinSanity en 2004, considéré par beaucoup comme étant le meilleur jeu post-Naughty Dog. En parallèle, trois opus sont développés par Vicarious Visions pour la Game Boy Advance : Crash Bandicoot XS, Crash Bandicoot 2: N-Tranced, et Crash Bandicoot : Fusion (un crossover avec la série de jeux Spyro The Dragon). Ainsi qu'une suite spirituelle de Crash Team Racing, nommé Crash Nitro Kart sorti sur toutes les consoles de l'époque.
Par la suite, Universal Interactive Studios devient Vivendi Games, et le premier jeu Crash Bandicoot sous ce nouveau nom d'éditeur est Crash Tag Team Racing, un jeu de voiture mélangé à de la plate-forme développé par Radical Entertainment sorti en 2005. En 2007, Sierra Entertainment (une filiale d'Activision) édite un nouvel opus de la franchise avec Crash of the Titans qui change totalement les codes de la série tout en modifiant le design des personnages (Crash se retrouve avec des tatouages maintenant). Terminé le jeu de plate-forme, cet opus se présente avec un gameplay plus typé beat them all où Crash donne désormais des coups de poing et contrôle des mutants aux pouvoirs tous différents. L'accueil des fans et de la presse est très rude. C'est ainsi que Radical Entertainment écoutera attentivement les critiques et avis sur le jeu et demandera alors des conseils et des idées grâce à l'aide d'internet et d'un site mis en place pour l'occasion afin de réparer les erreurs pour la suite, Crash : Génération Mutant, qui sortira en 2008.
A l'E3 2016, un remake des trois premiers jeux de la série, Crash Bandicoot: N. Sane Trilogy, est annoncé. Edité par Activision Blizzard et développé par Vicarious Visions, le jeu est sorti en 2017 sur PlayStation 4, puis l'année suivante sur Nintendo Switch, Xbox One et PC. Un nouvel épisode développé par Toys for Bob, Crash Bandicoot 4: It's About Time, sort en 2020.

## Jeux

### Série principale
| Titre                                    | Éditeur                     | Développeur               | Date de sortie en Europe | Supports                                     |
| ---------------------------------------- | --------------------------- | ------------------------- | ------------------------ | -------------------------------------------- |
| Crash Bandicoot                          | Sony Computer Entertainment | Naughty Dog               | 9 novembre 1996          | PlayStation                                  |
| Crash Bandicoot 2: Cortex Strikes Back   | Sony Computer Entertainment | Naughty Dog               | 1er décembre 1997        | PlayStation                                  |
| Crash Bandicoot 3: Warped                | Sony Computer Entertainment | Naughty Dog               | 10 décembre 1998         | PlayStation                                  |
| Crash Bandicoot : La Vengeance de Cortex | Vivendi Universal Games     | Traveller's Tales         | 23 novembre 2001         | PlayStation 2                                |
| Crash Bandicoot : La Vengeance de Cortex | Vivendi Universal Games     | Traveller's Tales         | 26 avril 2002            | Xbox                                         |
| Crash Bandicoot : La Vengeance de Cortex | Vivendi Universal Games     | Traveller's Tales         | 14 septembre 2003        | GameCube                                     |
| Crash TwinSanity                         | Vivendi Universal Games     | Traveller's Tales         | 30 août 2004             | PlayStation 2 Xbox                           |
| Crash of the Titans                      | Sierra Entertainment        | Radical Entertainment     | 3 septembre 2007         | Wii Xbox 360 PlayStation 2                   |
| Crash of the Titans                      | Sierra Entertainment        | Amaze Entertainment       | 3 septembre 2007         | Game Boy Advance                             |
| Crash of the Titans                      | Sierra Entertainment        | Amaze Entertainment       | 7 septembre 2007         | Nintendo DS                                  |
| Crash of the Titans                      | Sierra Entertainment        | SuperVillain Studios (en) | 10 septembre 2007        | PlayStation Portable                         |
| Crash : Génération Mutant                | Sierra Entertainment        | Radical Entertainment     | 31 octobre 2008          | Wii Xbox 360 PlayStation 2                   |
| Crash : Génération Mutant                | Sierra Entertainment        | TOSE                      | 31 octobre 2008          | Nintendo DS                                  |
| Crash : Génération Mutant                | Sierra Entertainment        | Virtuos                   | 31 octobre 2008          | PlayStation Portable                         |
| Crash Bandicoot: N. Sane Trilogy         | Activision                  | Vicarious Visions         | 30 juin 2017             | PlayStation 4                                |
| Crash Bandicoot: N. Sane Trilogy         | Activision                  | Vicarious Visions         | 10 juillet 2018          | Nintendo Switch Xbox One PC                  |
| Crash Bandicoot 4: It's About Time       | Activision                  | Toys for Bob              | 2 octobre 2020           | PlayStation 4 Xbox One                       |
| Crash Bandicoot 4: It's About Time       | Activision                  | Toys for Bob              | 12 mars 2021             | Nintendo Switch PC PlayStation 5 Xbox Series |

### Jeux dérivés
| Titre                          | Type                 | Éditeur                 | Développeur           | Sortie France     | Plates-formes                                                        |
| ------------------------------ | -------------------- | ----------------------- | --------------------- | ----------------- | -------------------------------------------------------------------- |
| Crash Team Racing              | Course               | Sony                    | Naughty Dog           | 21 octobre 1999   | PlayStation                                                          |
| Crash Bash                     | Party game           | Universal Studios       | Eurocom               | 15 décembre 2000  | PlayStation                                                          |
| Crash Bandicoot XS             | Plate-forme          | Universal Studios       | Vicarious Visions     | 15 mars 2002      | Game Boy Advance                                                     |
| Crash Bandicoot 2: N-Tranced   | Plate-forme          | Vivendi Universal Games | Vicarious Visions     | 21 septembre 2003 | Game Boy Advance                                                     |
| Crash Nitro Kart               | Course               | Vivendi Universal Games | Vicarious Visions     | 29 septembre 2003 | PlayStation 2 · Xbox · GameCube · Game Boy Advance · N-Gage          |
| Crash Bandicoot : Fusion       | Plate-forme          | Vivendi Universal Games | Vicarious Visions     | 2 décembre 2005   | Game Boy Advance                                                     |
| Crash Tag Team Racing          | Course - Plate-forme | Vivendi Universal Games | Radical Entertainment | 23 octobre 2006   | PlayStation 2 · Xbox · GameCube · Nintendo DS · PlayStation Portable |
| Crash Boom Bang!               | Party game           | Vivendi Universal Games | Dimps                 | 14 septembre 2009 | Nintendo DS                                                          |
| Crash Team Racing Nitro-Fueled | Course               | Activision              | Beenox                | 21 juin 2019      | PlayStation 4 · Xbox One · Nintendo Switch                           |
| Crash Bandicoot: On the Run!   | Course sans fin      | King                    | King                  | 25 mars 2021      | iOS · Android                                                        |
| Crash Team Rumble              | MOBA                 | Activision              | Toys for Bob          | 20 juin 2023      | PlayStation 4 · PlayStation 5 · Xbox One · Xbox Series               |